# José Javier Olivares Conde
José Javier Olivares Conde (Madrid, 1964), conegut com Javier Olivares, és un il·lustrador i autor de còmics espanyol.
Va començar a publicar a la revista madrilenya Madriz als anys 1980. Des d'aleshores ha col·laborat amb nombroses revistes com Medios revueltos, Rolling Stone, Quo, El Economista, Nosotros Somos Los Muertos, Idiota y Diminuto, el suplement El País Semanal o el diari El Mundo. També ha il·lustrat nombrosos llibres de text, contes i novel·les.
El 2014, la seva col·laboració amb el guionista Santiago García va donar com a fruit la novel·la gràfica Las meninas, la qual va tenir una molt bon acollida per part de la crítica. L'obra va fou receptora de diverses nominacions i premis, entre els quals destaquen el Premi Nacional del Còmic o el premi a la millor obra del 33è Saló Internacional del Còmic de Barcelona (2015).

## Obra

### Còmic
- El segador de tus cosas (Camaleón Ediciones, 1995)
- Estados carenciales (Camaleón Ediciones / Malasombra Ediciones, 1997).
- Tiempo Muerto (El pregonero, 1999)
- La caja negra (Glénat, 2001)
- Cuentos de la estrella legumbre (Media Vaca, 2005)
- Astro, valiente explorador (Faktoria K, 2006)
- Las crónicas de Ono y Hop (Dibbuks, 2007)
- El extraño caso del doctor Jekyll y mister Hyde, amb guió de Santiago García (SM, 2009)
- La cólera, amb guió de Santiago García (Astiberri, 2020)

### Il·lustració
- Los niños tontos de Ana María Matute (Media Vaca, 2000)
- El silencio se mueve de Fernando Marías (SM, 2010)
- Prisioneros de Zenda de Fernando Marías (SM, 2012).
- El perro de los Baskerville d'Arthur Conan Doyle (Nórdica, 2011)
- Cuentos de Navidad de Charles Dickens (Mondadori, 2012)
- Lady Susan de Jane Austen (Nórdica, 2014)
- La llamada de lo salvaje de Jack London (Nórdica, 2016)
- Kulanjango de Gil Lewis (Barco de vapor, 2017)
- Treinta y tres son treinta y tres de Carlo Frabetti (Barco de vapor, 2018)

## Nominacions i premis
Javier Olivares ha estat nominat un total de cinc ocasions al Saló Internacional del Còmic de Barcelona, imposant-se a la categoria de millor obra en una ocasió, per Las Meninas (2015).
- 1998 - Nominació a la millor obra per Estados carenciales.
- 2002 - Nominació a la millor obra per La caja negra.
- 2006 - Nominació al millor dibuix per Cuentos de la estrella legumbre.
- 2015 - Premi a la millor obra per Las Meninas.
- 2015 - Premi Nacional del Còmic per Las Meninas.[3]
- 2018 - Nominació als Premis Eisner a la categoria de millor edició nord-americana de material internacional.[4]
- 2021 - Nominació a la millor obra per La cólera.